# Cleora myrmidonaria
Cleora myrmidonaria là một loài bướm đêm trong họ Geometridae.